# Dartry Mountains

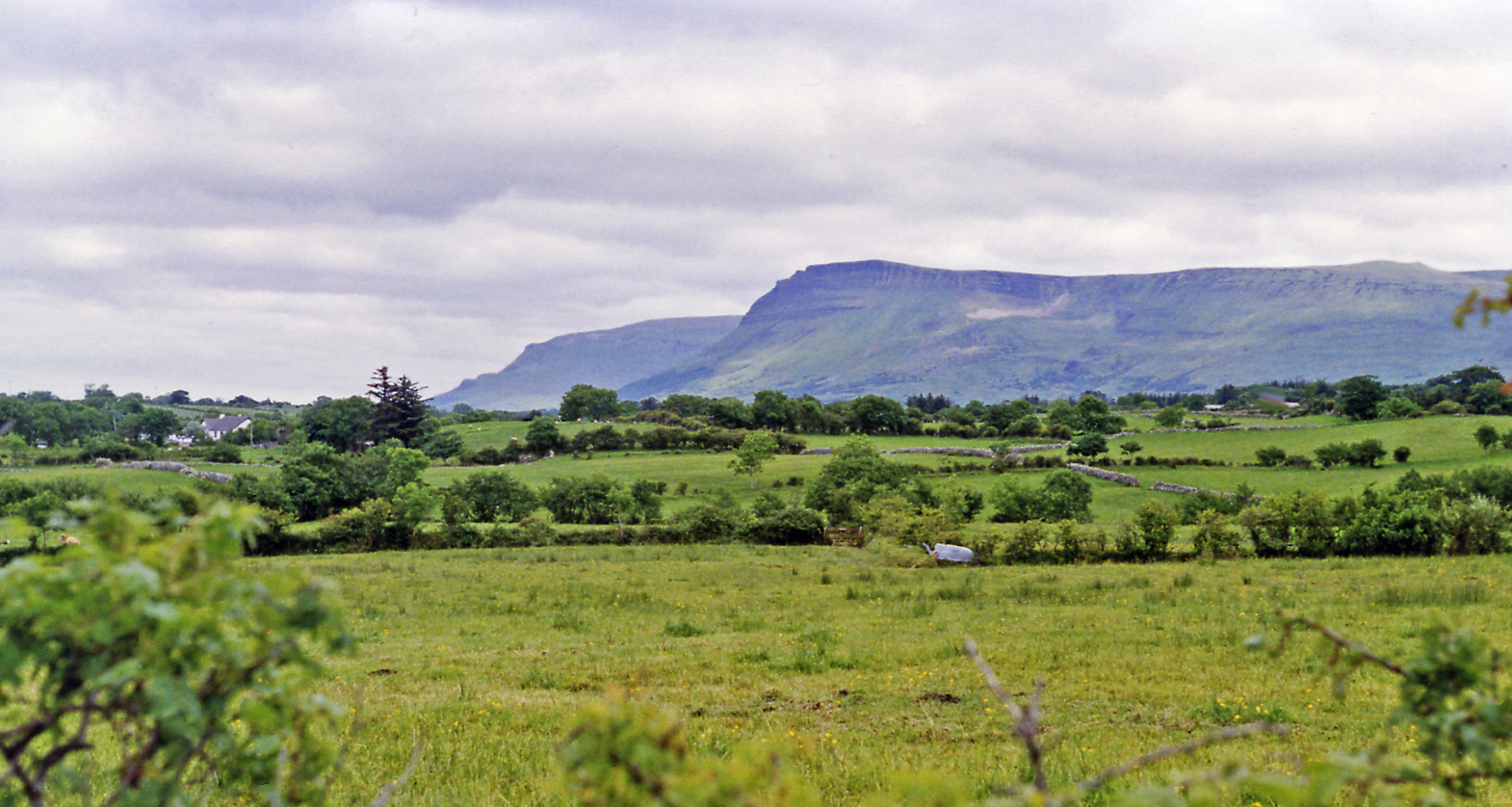
Dartry Mountains

Die Dartry Mountains (irisch Sléibhte Dhartraí) sind eine Bergkette im Norden der Countys Leitrim und Sligo zwischen den Seen Lough Gill, Lough MacNean und Lough Melvin im Nordwesten Irlands.
Der höchste Punkt ist der Truskmore (Trosc Mór) mit 647 Metern. Andere ansehnliche Berge sind der Tievebaun (An Taobh Bán), die mit 611 Metern höchste Erhebung im County Leitrim, der Ben Bulben (Binn Ghulbain) mit 526 und der pittoreske Benwiskin (Binn Mhaoiscin) bei Kinlough mit 514 Metern. Die Berge liegen nahe den Breifne-Bergen im Südosten und sind nach dem Túath von Dartraighe benannt, der Teil des Königreichs Bréifne war.
Die Vereisung hat die charakteristischen Formen des Kalksteinplateaus, der Bergkette und die Täler Glenade (Gleann Éada), Glencar (Gleann an Chairthe) und Gleniff (Gleann Daimh) geprägt.

## Bilder

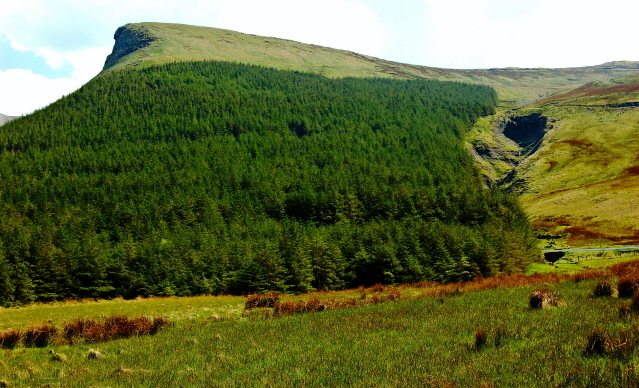
Truskmore
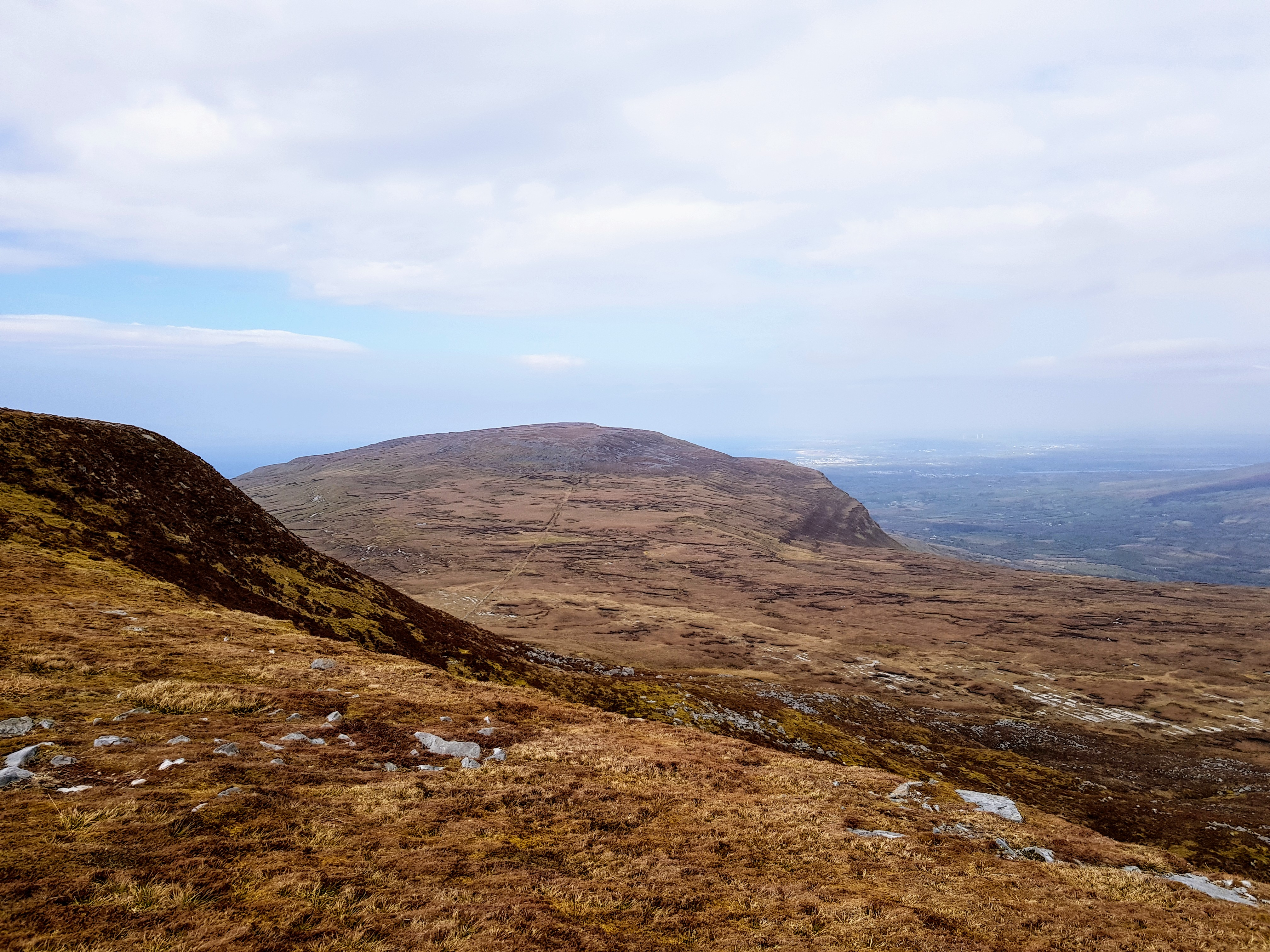
Tievebaun
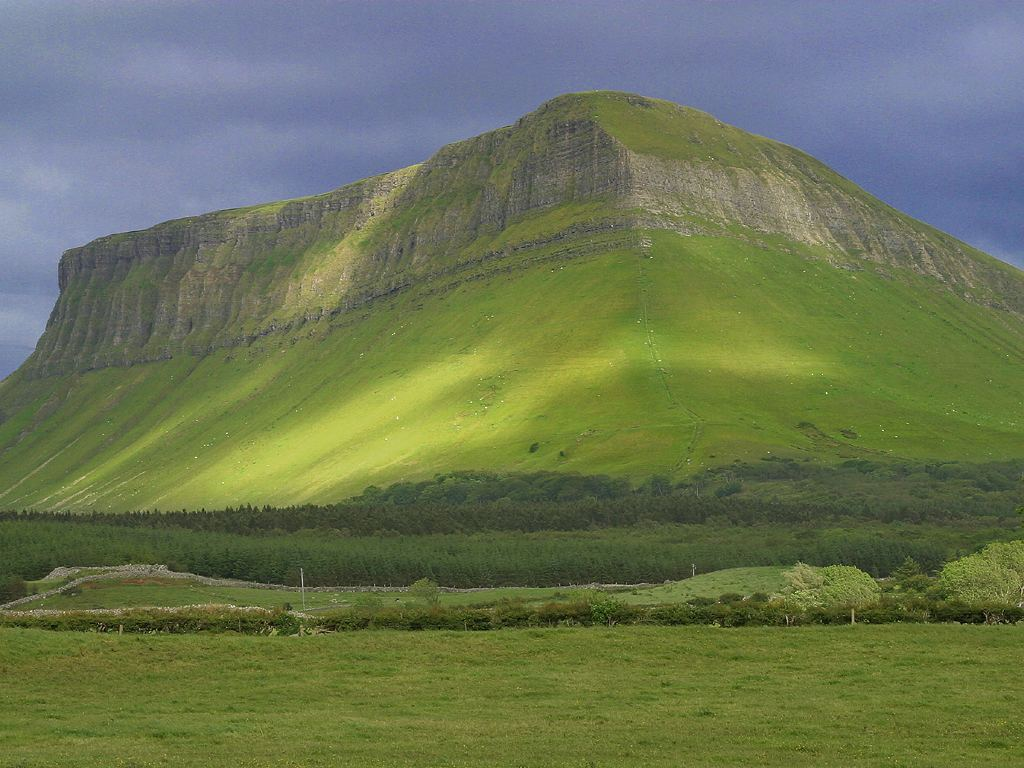
Ben Bulben
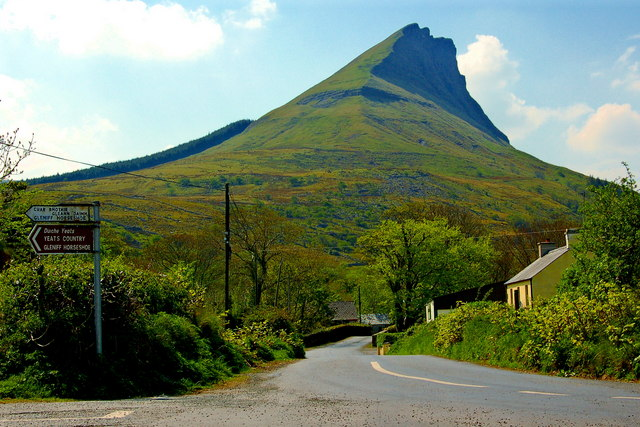
Benwiskin